# Abbondio
Abbondio  è un nome proprio di persona italiano maschile.

## Varianti
- Maschili: Abondio[1][3], Abundio[2]
  - Ipocoristici: Bondo[1]
- Femminili: Abbondia[2], Abondia[2], Abundia[2]

### Varianti in altre lingue
- Basco: Abundi[4]
- Catalano: Abundi[4]
- Galiziano: Abundio
- Latino: Abondius[1], Abundus[1]
- Lombardo: Abondi, Bondi[5]
- Olandese: Abundius
- Polacco: Abundiusz
- Portoghese: Abôndio
- Russo: Авундий (Avundij)
- Spagnolo: Abundio[4]

## Origine e diffusione
Continua il nome latino Abondius, basato sul termine abundus, che vuol dire "ricolmo", "abbondante"; è quindi correlato etimologicamente ai nomi Abbondanza e Abbondanzio.
Era un nome augurale diffuso nei primi ambienti cristiani, in relazione all'abbondanza dei beni spirituali e della grazia divina. In Italia è diffuso prevalentemente in Lombardia e in particolare nella zona di Como grazie al culto di sant'Abbondio, vescovo e patrono della città; è altresì noto in tutta la penisola grazie al personaggio manzoniano di Don Abbondio, che non ne ha però aiutato la diffusione.

## Onomastico
L'onomastico si può festeggiare in memoria di più santi, alle date seguenti:
- 27 febbraio, sant'Abbondio, martire a Roma[8]
- 1º marzo, sant'Abbondanzio o Abbondio, martire con altri compagni in Africa[8]
- 2 aprile (o 31 agosto), sant'Abbondio, vescovo di Como[7][8][9]
- 14 o 15 aprile, sant'Abbondio, mansionario nella chiesa di San Pietro a Roma[8][9]
- 11 luglio, sant'Abbondio, sacerdote e martire sotto i Mori a Cordova[4][8][9]
- 23 agosto, sant'Abbondio, martire con sant'Ireneo a Roma[9]
- 26 agosto, sant'Abbondio, martire a Roma sotto Valeriano[8]
- 16 settembre, sant'Abbondio, presbitero e martire a Roma con i santi Abbondanzio, Marciano e Giovanni[7][8][9]
- 10 dicembre, sant'Abbondio, diacono e martire a Spoleto o a Siviglia sotto Diocleziano[8]
- 14 dicembre, sant'Abbondio, martire in Spagna[8]

## Persone
- Abbondio Chialiva, patriota, politico e avvocato italiano
- Abbondio Sangiorgio, scultore italiano
- Abbondio Stazio, stuccatore svizzero

## Il nome nelle arti
- Don Abbondio è un personaggio del romanzo di Alessandro Manzoni I promessi sposi.